# Serra de l'Aguda
La Serra de l'Aguda és una serra situada als municipis de Biosca i Torà (Solsonès), amb una elevació màxima de 613 metres. Està orientada d'est a oest i tanca, pel nord, la vall del Llobregós